# Saint-Martial (Gard)
Saint-Martial ist eine französische Gemeinde des Départements Gard in der Region Okzitanien.

## Geografie
Das südfranzösische Bergdorf mit 182 Einwohnern (Stand 1. Januar 2022) befindet sich am Südrand der Cevennen. Auf dem Gemeindegebiet entspringt der Fluss Rieutord.

## Bevölkerungsentwicklung
| Jahr      | 1962 | 1968 | 1975 | 1982 | 1990 | 1999 | 2009 |
| --------- | ---- | ---- | ---- | ---- | ---- | ---- | ---- |
| Einwohner | 200  | 223  | 201  | 171  | 188  | 156  | 196  |

## Sehenswürdigkeiten
Die Kirche von Saint-Martial gilt als ein Meisterwerk der romanischen Architektur des 12. Jahrhunderts. Die Herausforderung der Baumeister war es, aus Schiefer (schiste) und krümeligem Gestein ein stabiles Gebäude zu errichten. Bei der Restaurierung in den 1980er Jahren wurden die Wände vom verwitterten und verbrauchten Verputz befreit und der Stein freigelegt. Die Kirche war vermutlich früher mit einer Befestigungsanlage verbunden, die aber im Laufe der Jahrhunderte verschwunden ist.